# Матарам

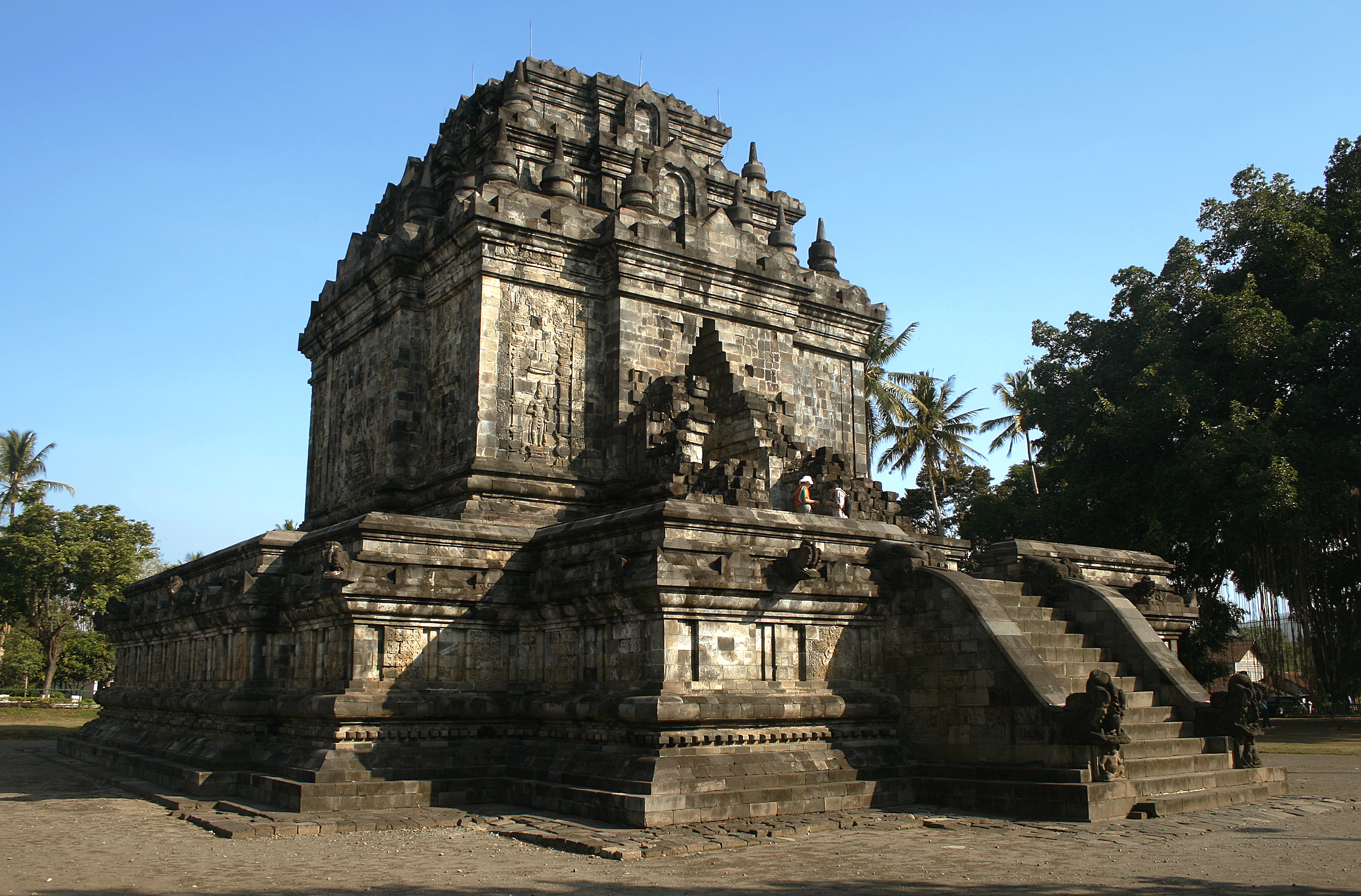
Матарамский храм близ Прамбанана

Матарам (яв. ꦏꦝꦠ꧀ꦮꦤ꧀ꦩꦴꦠꦫꦩ꧀ Karajan Mataram Kuna; старояв. ꦏꦝꦠꦮꦤ ꦩꦝꦁ [kaḍatwan mḍaŋ]; индон. Kerajaan Medang) — средневековое государство, существовавшее на территории современной Индонезии в 732—1043 годах, в центральной и восточной части острова Ява.
Государство Матарам было основано феодалом — шиваитом Санджайей. В середине VIII века к власти в стране пришла буддийская династия Шайлендров.
Середина и 2-я половина VIII века было временем расцвета храмового строительства. Именно в этот период был создан крупнейший памятник средневековой индонезийской архитектуры — буддийская ступа Боробудур.
Правитель Матарама имел титул «шри-махараджа» и правил страной, назначая в различные области своих наместников (рака). Монарх был обожествлён; он считался воплощением высшего божества, шиваистского либо буддийского.
С 832 года к власти в стране приходит шиваистская династия, основанная Синдоком. В начале Х столетия центр Матарама был перенесён в восточную Яву. В этот период основными торговыми и внешнеполитическими партнёрами Матарама были остров Бали и Молуккские острова. При правителе Аирлангге (1019—1049 годы) была предпринята попытка подчинить всю Яву, объединив её в границах единого централизованного государства.
В 1006 году Матарам серьёзно пострадал от извержения крупнейшего на острове Ява вулкана Мерапи.
В борьбе за господство на море интересы Матарама столкнулись с намерением суматранского государства Шривиджайя контролировать морские торговые пути из Юго-Восточной в Восточную Азию. В войне 992—1006 годов Матарам потерпел поражение, но в 1030 году Шривиджайя была вынуждена признать преобладание Матарама в восточной Индонезии. После смерти Аирланги Матарам был разделён его сыновьями на 2 государства — Панджалу (впоследствии Кедири) и Джанггалу (впоследствии Сингасари).